# Gávavencsellő
Gávavencsellő là một làng thuộc hạt Szabolcs-Szatmár-Bereg, Hungary. Làng này có diện tích 66,83 km², dân số năm 2010 là 3537 người, mật độ 53 người/km².